# Mile Bogović

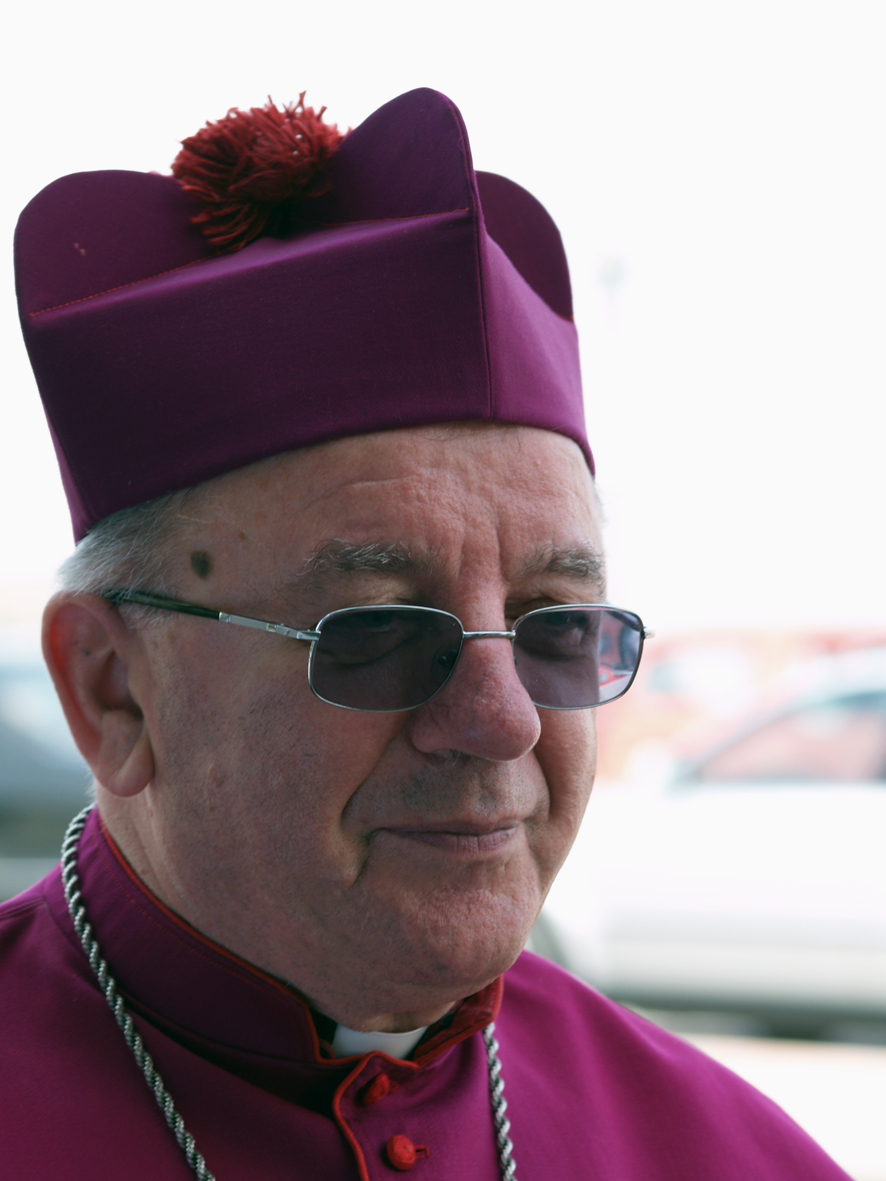
Mile Bogović (2006)

Mile Bogović (* 7. August 1939 in Cerovac bei Slunj, Jugoslawien; † 19. Dezember 2020 in Rijeka, Kroatien) war ein kroatischer Geistlicher und römisch-katholischer Bischof von Gospić-Senj.

## Leben
Mile Bogović besuchte die Grundschule in Slunj, dass klassische Gymnasium im Priesterseminar von Pazin. Sein theologisch-philosophisches Studium absolvierte er in Pazin und in Zagreb. Zum Priester geweiht wurde Mile Bogović am 5. Juli 1964 für das Bistum Rijeka. Sein Doktorat in Kirchengeschichte erlangte er in den Jahren 1966 bis 1971 an der Päpstlichen Universität Gregoriana in Rom. Nach seiner Rückkehr aus Rom 1971 war er Professor an der theologischen Fakultät in Rijeka. Von 1970 bis 1974 war er zudem Sekretär von Erzbischof Viktor Burić. Ab dem Jahr 1974 bis 1985 war er Rektor der theologischen Fakultät zu Rijeka. Zudem war er in den Jahren 1981 bis 1985 Gemeindepriester und Dekan von Praputnjak. Im Jahr 1985 wurde er zum Generalvikar des Erzbistums Rijeka-Senj bestellt.
Papst Johannes Paul II. ernannte ihn am 4. Juni 1999 zum Titularbischof von Tamata und zum Weihbischof im Erzbistum Rijeka-Senj. Die Bischofsweihe spendete ihm Erzbischof Anton Tamarut am 29. Juni desselben Jahres in der Kathedrale von Rijeka. Mitkonsekratoren waren der Bischof von Krk, Valter Župan, und der Bischof von Poreč-Pula, Ivan Milovan.
Mit der territorialen Teilung des Bistums Rijeka-Senj am 25. Juli 2000 durch Johannes Paul II., durch die das Suffraganbistum Gospić-Senj entstand, wurde Mile Bogović zu dessen erstem Bischof ernannt und 25. Juli desselben Jahres feierlich in sein Amt eingeführt.
Am 4. April 2016 nahm Papst Franziskus seinen altersbedingten Rücktritt an.
Bogović wurde am 3. Dezember 2020 positiv auf COVID-19 getestet und am 6. Dezember in das Krankenhaus in Gospić eingeliefert. Wegen einer Verschlechterung seines Zustandes wurde er am 10. Dezember 2020 in das Krankenhaus KBC Rijeka verlegt, wo er am 19. Dezember starb. Er wurde am 22. Dezember 2020 in der Kathedrale von Gospić bestattet.